# Trillium reliquum
Espèce
Classification APG II (2003)
Trillium reliquum est une plante herbacée, vivace et rhizomateuse de la famille des liliacées (classification classique) ou des mélanthiacées (classification APG II, 2003).

## Description
Cette plante rare et très locale, qui ressemble au Trillium decumbens, a été longtemps méconnue. On ne la rencontre que dans quelques stations isolée du sud-est des États-Unis, où elle fleurit au printemps dans les forêts décidues et les plaines alluviales. Les pétales de 2,5 à 5,5 cm sont pourpres ou marron avec parfois des stries jaunes. Les sépales sont divergents, parfois renversés. Les feuilles sessiles ovales à elliptiques sont fortement tachées de part et d’autre d’une strie centrale vert pâle. Le fruit est une baie ovoïde, de couleur marron.

## Aire de répartition
Très local en Géorgie et en Caroline du Sud.

## Divers
En anglais son nom est Relict Trillium.
Une forme albinos (f. luteum J.D. Freeman) à pétales jaune verdâtre a été découverte le long de la Chattahoochee River.

## Sources
- Frederick W. Case, Jr. & Roberta B. Case, Trilliums, Timber Press, 1997  (ISBN 0-88192-374-5)